# Gwizdanów

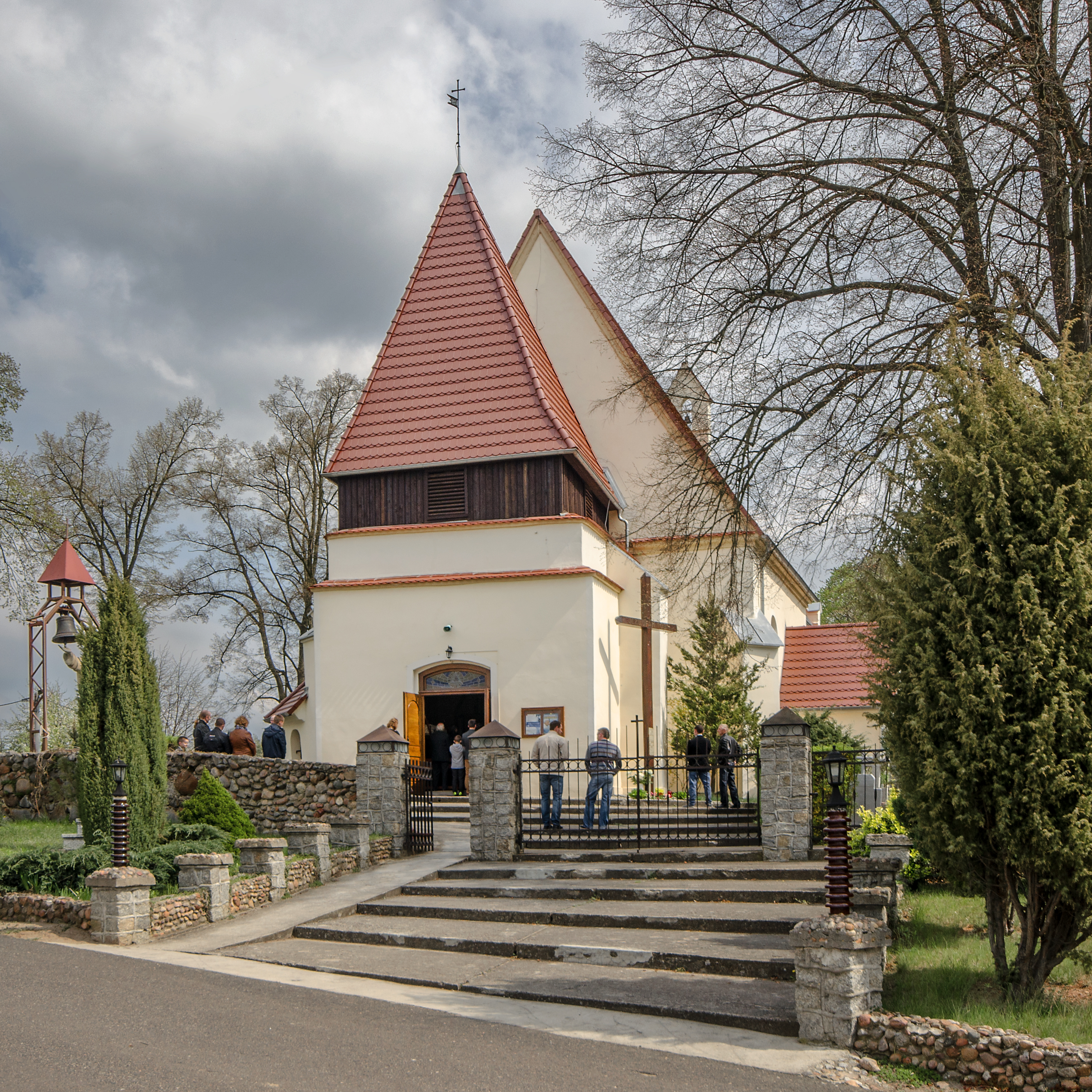
Kościół św. Urszuli w Gwizdanowie

Gwizdanów – wieś w Polsce położona w województwie dolnośląskim, w powiecie lubińskim, w gminie Rudna.

## Podział administracyjny
W latach 1975–1998 miejscowość administracyjnie należała do województwa legnickiego.

## Położenie
Gwizdanów położony jest w południowo-zachodniej Polsce w pasie Wału Trzebnickiego, w północno-środkowej części Wzgórz Dalkowskich, na łagodnym wzniesieniu morenowym Wzgórz Polkowickich, około 16 km na północny wschód od Lubina nad rzeką Rudną. Obszar wsi położony jest na wysokości od 90 do 110 m n.p.m., na terenie, który w przeszłości objęty był zlodowaceniem środkowopolskim.

## Charakterystyka
Duża rozciągnięta wieś o nieregularnym kształcie charakteryzująca się luźną i rozrzedzoną zabudową budynków. Wieś tworzą dwa człony, człon zachodni o charakterze przemysłowym, położony wzdłuż linii kolejowej 273 i drogi wojewódzkiej nr 292 oraz człon wschodni o charakterze rolniczym, położony wzdłuż drogi lokalnej Gwizdanów-Kębłów, odnoszący się do właściwej wsi. Zabudowa wsi składa się z pojedynczych budynków gospodarczo-mieszkalnych, rozlokowanych obok dróg, które tworzą ulice. Jest to wieś typu wielodrożnica, o charakterze przemysłowo-rolniczym. Wokół wsi rozciągają się rozległe użytki rolne. Przez zachodni obszar wsi równolegle do linii kolejowej przepływa rzeka Rudna. W bliskim otoczeniu wsi występują niewielkie skupiska zieleni z drzew liściastych, w formie przydomowych nasadzeń oraz wzdłuż rzeki Rudna i jej dopływów. W większej odległości wieś otaczają niewielkie lasy. We wsi zachowało się kilka zabudowań gospodarskich z przełomu XIX/XX wieku, kościół pw. św. Urszuli z 1372 roku, infrastruktura z XIX wieku związana z zabudowaniami węzła kolejowego i stacji kolejowej. Wieś stanowi atrakcyjną lokalizację dla budownictwa jednorodzinnego, pod koniec XX wieku we wsi powstało kilkanaście nowych zabudowań.

## Nazwa
Nazwa miejscowości wywodzi się od polskiej nazwy gwizdać. Niemiecki językoznawca Heinrich Adamy w swoim dziele o nazwach miejscowych na Śląsku wydanym w 1888 roku we Wrocławiu wymienia jako pierwotną zanotowaną nazwę miejscowości Gwizdakow podając jej znaczenie "Pfeiferdorf" – "Wieś gwizdaków". Nazwa wsi została później zgermanizowana na Queissen i utraciła pierwotne znaczenie. Po II wojnie światowej polska administracja nadała miejscowości nazwę Gwizdanów.

## Historia
Pierwsze ślady bytności człowieka na obszarze Gwizdanowa pochodzą z przełomu końca epoki brązu a początku epoki żelaza. Na terenie wsi istniała osada o wpływach kultury łużyckiej, o czym świadczy cmentarzysko ciałopalne, jakie znaleziono w 1889 roku, podczas wierceń badawczych pod budową linii kolejowej, na południe od wsi, w lesie. Pierwsza udokumentowana wzmianka o wsi pojawia się w dokumencie biskupa wrocławskiego Tomasza, wystawionym w 1289 roku, w którym wymieniany jest Wenzenslaus, proboszcz parafii w Gwizdanowie. Rozwój wsi, był przeplatany niepomyślnymi wydarzeniami, oraz klęskami. Kroniki odnotowują, o najeździe husytów w 1431 roku i związane z nim niezwykłe okrucieństwo. W późniejszych latach wieś kilkakrotnie nawiedzały pożary, które strawiły część zabudowy. W 1474 roku wieś została spustoszone przez Polaków. W czasie wojny trzydziestoletniej (1618-1648) wieś oraz okoliczne miejscowości kilkanaście razy plądrowane były przez wojska szwedzkie oraz zdziesiątkowane przez zarazę. W 1642 roku wojna doprowadziła do masowej ucieczki miejscowej ludności do Polski. Kiedy po latach mieszkańcy wrócili, zastali wieś częściowo zniszczoną, ocalało jedynie kilkanaście zabudowań i częściowo zniszczony kościół. Po przystąpieniu do odbudowy, na wieś spadła kolejna klęska, tym razem epidemia zarazy. Splądrowania przyniosła także wojna siedmioletnia. Dopiero zawarty pokój przyniósł stabilizację wieś zaczęła się rozwijać, ale wkrótce rozwój został zahamowany przez wojny napoleońskie, a z nimi kolejne przemarsze wojsk i rabunki. Wieś do 1810 roku, czasu sekularyzacji dóbr kościelnych i zakonnych przez rząd pruski stanowiła posiadłość kościelną należącą wraz z niewielkim majątkiem ziemskim do biskupów wrocławskich. We wsi zamieszkiwała wówczas niewielka liczba zagrodników zatrudnionych na dobrach kościelnych. Następnie wieś znalazła się w obrębie domeny królewskiej. Niezależnie od domeny we wsi istniało wolne sołectwo, o którym po raz ostatni wzmiankowano w 1845 roku. W oparciu o wolne sołectwo wykształciła się we wsi własność gminna. Rozkwit i rozbudowa wsi nastąpiła po 1810 roku. W 1842 roku przy kościele obok istniejącej szkoły katolickiej wzniesiono nowy budynek szkolny. Parafia obsługiwała okoliczne wsie: Kębłów, Gawrony i Wysokie. Dynamiczny rozwój wsi przypada na 2. połowę XIX wieku (po 1856 roku), kiedy rozpoczęto budowę szlaku kolejowego oraz budowę po zachodniej stronie wsi węzłowej stacji kolejowej, wraz z infrastrukturą i urządzeniami kolejowymi. Pierwszego października 1871 oddano do użytku linię kolejową: Legnica-Czerwieńsk. Na dalszy rozkwit miejscowości korzystnie wpłynęło otwarcie 1 sierpnia 1874 linii kolejowej Wrocław Główny-Rudna Gwizdanów-Rzepin. W tym okresie wieś została podzielona na dwa człony, zachodni o charakterze przemysłowym i wschodni typowo rolniczy. Stacja w Gwizdanowie do 1901 roku obsługiwała pobliską Rudną, do czasu wybudowania dworca kolejowego w tym mieście, z tego też powodu stacja została nazwana Rudna Gwizdanów. W późniejszym okresie wybudowano odcinek linii kolejowej do Lubina. Liczba ludności wzrosła wówczas czterokrotnie i większość znalazła zatrudnienie przy obsłudze kolei. Po 1856 roku wieś przechodzi rozkwit budowlany, większość z dzisiejszej zabudowy mieszkalnej wsi pochodzi z tego okresu. W latach 1871–1872 pośród otaczającego cmentarza, został wzniesiony kościół katolicki pierwotnie średniowieczny pw. św. Urszuli z wykorzystaniem starych fundamentów. W czasach pruskich wieś do 1818 roku, należała do powiatu rudnowskiego, potem do 1932 roku należała do powiatu ścinawskiego, a po likwidacji w 1932 roku powiatu ścinawskiego, wieś należy do powiatu lubińskiego. Gwizdanowo 10 lutego 1945 zostało zajęte, przez wojska radzieckie, które do Gwizdanowa wkroczyły od strony zachodniej. Po 1945 roku we wsi, na miejscu przymusowo wysiedlanej miejscowej ludności niemieckiej, w ramach akcji "Wisła" osiedlona została ludność ze wschodnich stron Polski. 
Powstanie Kombinatu Górniczo – Hutniczego Miedzi, oraz budowa kopalń w Lubinie i Polkowicach spowodowały zmianę struktury źródeł utrzymania, wiele mieszkańców podjęło pracę w przemyśle a następnie zmieniło miejsca zamieszkania i wyjechało do pobliskiego Lubina.

## Komunikacja
W miejscowości znajduje się ważna stacja węzłowa Rudna Gwizdanów. Przez miejscowość przechodzą linie: Linia kolejowa nr 273 Szczecin Główny – Wrocław Główny, Linia kolejowa nr 289 Rudna Gwizdanów – Legnica oraz Linia Rudna Gwizdanów – Huta Miedzi Cedynia. Przez wieś przechodzi droga wojewódzka nr 323.

## Zabytki
Do wojewódzkiego rejestru zabytków wpisane są:
- kościół parafialny pw. św. Urszuli, z XIII w., 1756 r., lata 1871-1872; pierwotnie średniowieczny z wykorzystaniem starych fundamentów
- cmentarz przy kościele

inne zabytki:
- budynki dworca kolejowego, okazałe: lokomotywownia, żurawie wodne wraz z otaczającą infrastrukturą z XIX wieku
- ślady stanowiska archeologiczne na miejscu dawnego cmentarzyska ciałopalnego, położone około 600 m na północ od wsi i około 600 m za torem kolejowym

## Turystyka i sport
- przez wieś przechodzi Szlak Dziadoszan (Dziadoszanie), oraz szlak rowerowy "Mała Pętla po Wzgórzach Dalkowskich"

inne obiekty:
- strzelnicę sportową z zapleczem sportowo-rekreacyjnym
- punkt widokowy położony po północno-zachodniej stronie wsi na niewielkim morenowym wzniesieniu po wschodniej stronie od drogi lokalnej do Kębłowa.